# Anniceride (atleta olimpico)
Anniceride di Cirene (in greco antico: Ἀννίκερις, Anníkeris; fl. IV-III secolo a.C.) è stato un atleta greco antico.

## Biografia
Di origini libiche, è citato da Diogene Laerzio (20,lll) come il socratico che riscattò Platone che rischiava di essere condannato a morte a Egina di ritorno dal primo viaggio alla corte di Dionigi I di Siracusa.